# Quirbajou
Quirbajou – miejscowość i gmina we Francji, w regionie Oksytania, w departamencie Aude.
Według danych na rok 1990 gminę zamieszkiwało 29 osób, a gęstość zaludnienia wynosiła 2 osoby/km² (wśród 1545 gmin Langwedocji-Roussillon Quirbajou plasuje się na 871. miejscu pod względem liczby ludności, natomiast pod względem powierzchni na miejscu 549.).